# Iron & Wine
Iron & Wine, vlastním jménem Samuel Beam (* 26. července 1974) je americký zpěvák a kytarista. Studoval umění na Virginia Commonwealth University a později na Florida State University Film School. Jeho první album, které dostalo název The Creek Drank the Cradle, vydalo roku 2002 hudební vydavatelství Sub Pop. Do roku 2013 vydal další čtyři studiová alba, několik kompilací a koncertních nahrávek. V roce 2015 nahrál společně se zpěvákem a kytaristou Benem Bridwellem album Sing into My Mouth složené z coververzí. Roku 2016 vydal kolaborativní album Love Letter for Fire se zpěvačkou Jescou Hoop.

## Diskografie
- The Creek Drank the Cradle (2002)
- Our Endless Numbered Days (2004)
- The Shepherd's Dog (2007)
- Kiss Each Other Clean (2011)
- Ghost on Ghost (2013)
- Beast Epic (2017)
- Years to Burn (2019)
- Light Verse (2024)